# Sascha Faxe
Sascha Faxe (født 4. august 1971 i Helsingør) er en dansk politiker som var været medlem af Folketinget for Alternativet fra 2022. Hun var Alternativets politiske ordfører fra 23. august 2023 til 9. januar 2024 som afløser for Torsten Gejl der var sygemeldt.

## Opvækst
Sascha Faxe blev født 4. august 1971 i Helsingør som datter af faglærer Frank Faxe og pædagog Jane Faxe. Hun voksede op på Lolland, hvor hun gik i Stokkemarke Skole og Østofte Skole og siden på Maribo Gymnasium, hvorfra hun blev samfundssproglig student i 1990.

## Politisk karriere
Ved folketingsvalget 2022 blev hun valgt ind til Folketinget i Sjællands Storkreds for Alternativet med 1.129 personlige stemmer. Hun overtog posten som partiets politiske ordfører fra Torsten Gejl 23. august 2023.
Faxe stillede op første gang til Folketinget ved Folketingsvalget 2019.
Hun bor i Roskilde og har en kandidatuddannelse i medievidenskab.